# Raphael Cushnir
Howard Raphael Cushnir ist ein amerikanischer Autor von philosophischen Ratgeber- und psychologischen Selbsthilfebüchern.

## Leben
Cushnir wuchs in Northridge, einem Vorort von Los Angeles im San Fernando Valley auf. Er besuchte das College of Creative Studies an der Universität von Kalifornien in Santa Barbara, anschließend das Reed College und die University of California, Los Angeles, die er im Alter von 19 abschloss. Nach seinem Engagement als Lehrer und Geschichtenerzähler (Storyteller) engagierte er sich für Umweltschutz und Menschenrechte.
Cushnir schrieb Drehbücher für Geffen Company, Warner Brothers und Columbia Pictures. Er veröffentlichte Artikel in Mother Jones und Los Angeles Weekly und schrieb ein Kinderbuch. 
Ab 1996 veröffentlichte er eine Reihe Ratgeber-Bücher, von denen unter anderem in Deutschland das Buch Freude am Leben. Strategien für einen klugen Umgang mit Krisen. erschien.
Einige seiner Bücher werden in den USA von einem theosophisch orientierten Verlag publiziert. 

## Filme
- Sexual Healing, 1993

## Schriften
- Lebe jetzt. Nicht später. 100 Wege, in diesem Moment glücklich zu sein. 2007. ISBN 978-3-939152-01-9

- The One Thing Holding You Back. Unleashing the Power of Emotional Connection. 2008.  ISBN 978-0-06-089739-0
- Unconditional Bliss: Finding Happiness in the Face of Hardship. 2000.
- Setting Your Heart on Fire: Seven Invitations to Liberate Your Life . 2004. ISBN 978-0-7679-1385-0